# Камерный драматический театр (Томск)
Камерный драматический театр города Томска (первоначальное название — Экспериментальный камерный театр «Интим») — ныне не существующий драматический театр в Томске. Спектакли проходили в помещениях кинотеатра «Киномир» по адресу: Томск, переулок Нахановича, д. 7.
20 октября 2019 года театр прекратил свою деятельность из-за финансовых проблем.
Бессменным главным режиссёром и директором театра была Заслуженный деятель искусств, Заслуженная артистка России Алевтина Николаевна Буханченко (1947—2020).
При театре существовала школа молодых актёров.

## История

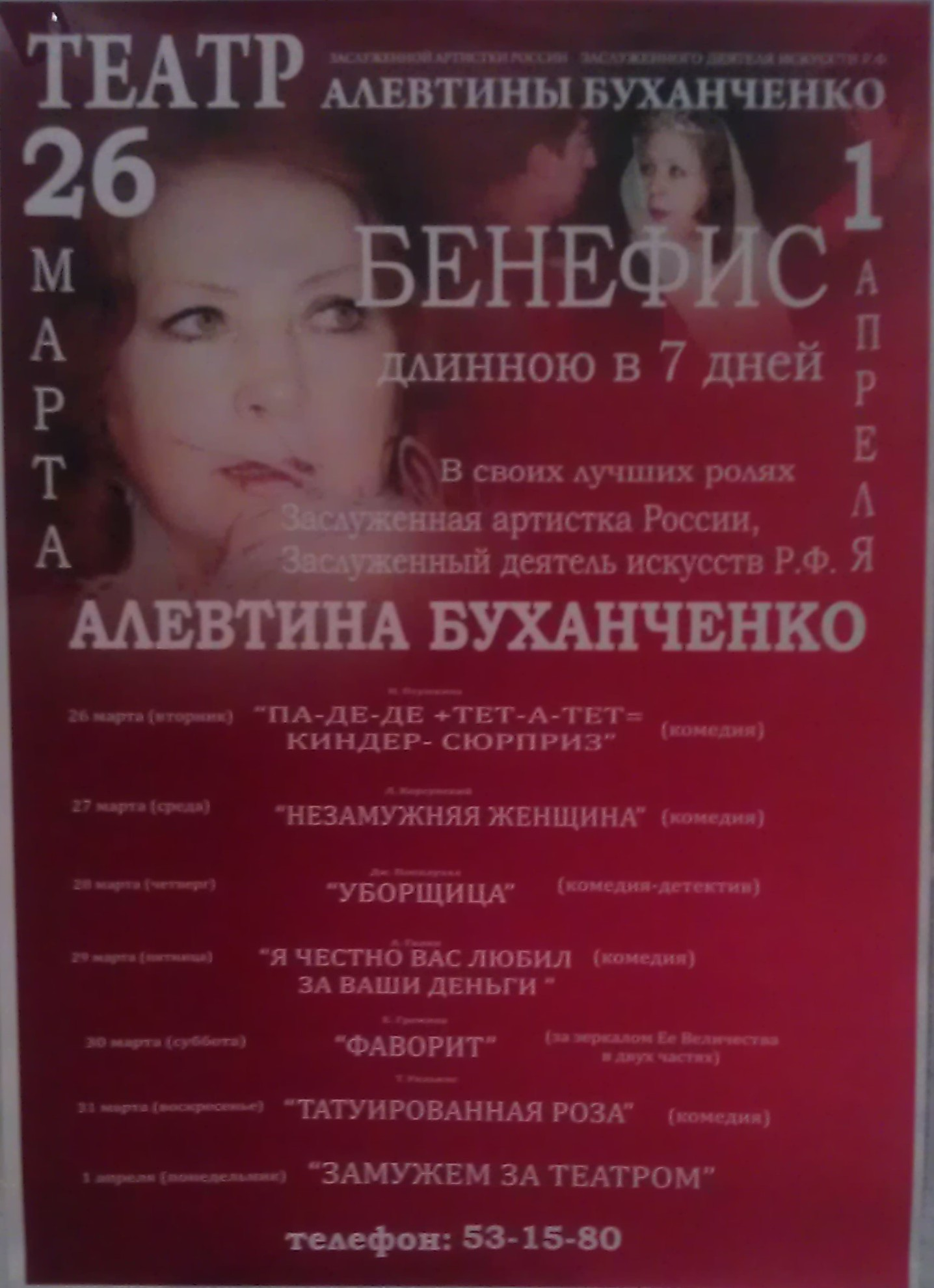

Основан 18 января 1991 года супругами Николаем Моховым и Алевтиной Буханченко. Первый камерный театр Томска.
Театр открылся 18 января 1991 года в здании Томского театра драмы. До 1994 года спектакли проходили на малой сцене театра. Первоначально театр назывался «Экспериментальный камерный театр ИНТИМ».
В 1994 году театр обрел собственное помещение — старый зал кинохроники томского кинотеатра имени М. Горького (ныне — «Киномир»). Своим предшественником в театре считают существовавший в Томске (и именно в здании будущего кинотеатра имени Горького) до 1925 года театр «Интим» — единственный репертуарный театр Томска со своей постоянной труппой. С 1994 года по 2001 год театр был муниципальным, в 2001 году вновь стал частным. В 2002 году (после возникновения сети магазинов «Интим») театр отказался от слова «Интим» в названии.
Алевтина Буханченко заявила о прекращении деятельности театра с 20 октября 2019 года из-за финансовых проблем.

## Труппа

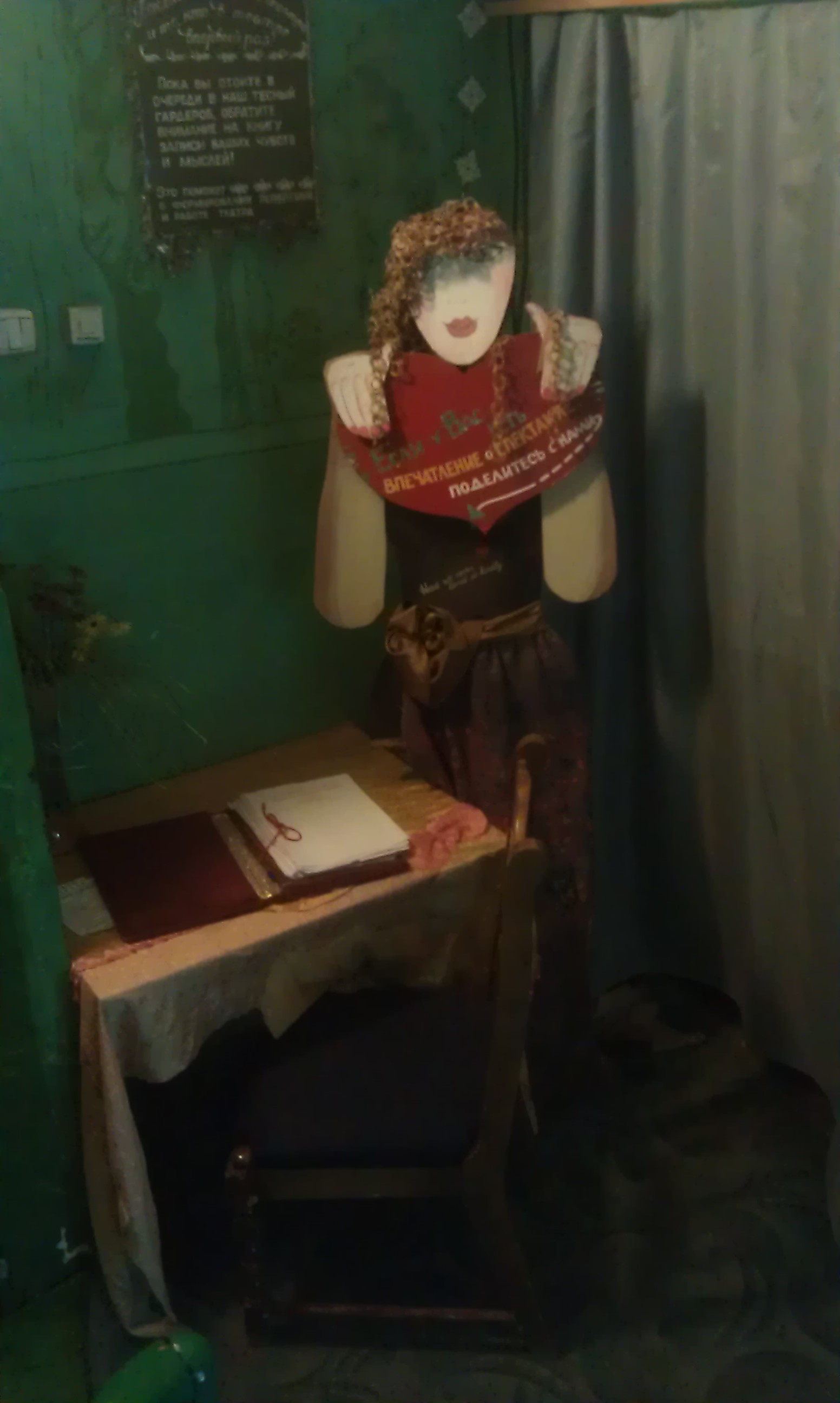
Статуя в театре

- Заслуженный деятель искусств, Заслуженная артистка России Алевтина Николаевна Буханченко
- Народный артист России Николай Мохов
- Заслуженная артистка России Лариса Абзаева
- Заслуженная артистка России Татьяна Алексеева

В репертуар театра входили пьесы русских и зарубежных классиков и современных драматургов.

## Репертуар
Традиционное открытие театрального сезона проходило проходило 14 сентября — в день рождения ведущей актрисы театра Алевтины Буханченко. Театр играл до 340 спектаклей в год.
- Л. Корсунский «Моя мама — куртизанка!» (комедия)
- Альдо де Бенедетти «Сублимация любви» (комедия)
- А. Буханченко — В. Розов «Отпусти меня, мама!» (комедия)
- А. Галин «Я честно вас любил… За ваши деньги» (комедия)
- Е. Гремина «Фаворит» (Слухи и домыслы в 2-х действиях)
- Еврипид «Медея»
- С. Лобозеров «А я, дурак, хотел на ней жениться!» (комедия)
- А. Островский «Женюсь на богатой!»
- Дж. Поппуэл «Уборщица» (комедийный детектив)
- Н. Птушкина «Хочу звезду — плачу вперед!», «Бес в ребро, или мужчина к празднику», «Приходи, подруга, и уводи»
- Э. Радзинский «Я стою у ресторана»
- Соллогуб, В. А."Казанова из Тамбова" (комедия)
- Т. Уильямс «Татуированная роза» (комедия)
- Е. Шварц «Заколдованные клены»
- У. Шекспир «Отелло», «Сон в летнюю ночь»
- А. Арбузов «Ах, этот малый старый дом!»
- Н. Птушкина «Браво, Лауренсия!»
- П. Шено «Как Вам не стыдно, месье?!»
- Т. Котляревская «Кто такая Эзра Паунд»?